# Centro nacional de formación Jambville
El Centro Internacional de Formación de Scouts y Guías de Francia Jambville, está ubicado en la propiedad del Castillo de Jambville. Con un parque de 52 hectáreas y una capacidad para recibir a 200 personas en dormitorios, distribuidos en 5 edificios por toda la propiedad, un comedor con capacidad para 400 personas y hasta 20.000 personas acampando en toda la propiedad.
Esta propiedad creada en el siglo XIII actualmente es anfitrión de múltiples eventos masivos, de entre ellos el Frat/ Frat Frat una reunión que se realiza cada 2 años de jóvenes católicos que reúne aproximadamente a 12.000 jóvenes, de toda la región central de París, más recientes en 2006, el Recontres Nationales (Encuentro Nacional) que reunió a 6.000 scouters y dirigentes de toda Francia y el Jamboree Nacional que reunió a casi 17.000 jóvenes de toda Francia y 10 países invitados.

## Equipo de Jambville
El centro es manejado por un equipo de asalariados y voluntarios, que se encargan de mantener el centro en óptimas condiciones y recibir a los huéspedes.
También reciben voluntarios extranjeros que residen en el centro y también realizan las mismas actividades que el resto del equipo.

## Introducción de Jambville
Jambville es un pequeño pueblo de Yvelines en la campina francesa en el Distrito de Mantes-la-Jolie ubicado en el parque nacional de Vexin francés. Ubicado a 50 km de París y como a 25 minutos de Versalles, con un fácil acceso en tren o en coche de la estación Meulan Hardicourt, que sale de la estación St. Lazare.
El Castillo (chateau) está ubicado en una propiedad de 52 hectáreas totalmente cerrada, una zona con numerosos atractivos y riquezas naturales.
El Centro Internacional Jambville, que es manejado por los Scouts y Guías de Francia es, además, un campo escuela donde se imparten diferentes cursos de formación de dirigentes.

## Historia
El castillo (chateau) es una obra de fin de siglo XVII, cuenta con estructuras bovedales arqueadas al estilo de los siglos XIII y XIV. La parte derecha del castillo cuenta con una torre que data del siglo XIV, pero fue alterada a principios del siglo XVII. El castillo ha sufrido múltiples adaptaciones a través de los años, pero todavía se conservan algunas salas aunque los acabados de madera de los salones fueron renovados a principios del siglo XIX.
Actualmente se pueden apreciar muchas obras de arte y regalos de grupos scouts y regions scouts desde la compra de la propiedad.
Después de la revolución Francesa el último señor de Jambville se llamaba Thomas de Maussion y la propiedad quedó en poder de su familia hasta 1952, después de que los Scouts de Francia decidieran cambiar su campo escuela.
Tras haber ocupado durante 3 décadas (1952-1950) la propiedad de Chamarande al sur de la región parisina y tras la guerra les fue imposible seguir ocupando esa propiedad, es cuando gracias a la colaboración de miembros de los Scouts de Francia, se realiza la adquisición de la propiedad de Jambville.

## La Propiedad

### St. Louis
Generalmente St Louis es utilizado por el equipo internacional para habitar durante su estancia.

## Los eventos
- Frat
- Rencontre National 2006
- Jamboree Scouts Quels-Talents 2006
- Roverway 2016

## Otros Centros Scouts Internacionales
- Picarquín
- Centro Scout Internacional de Kandersteg
- Meztitla